# 리타 헤이워드와 쇼생크 탈출
리타 헤이워드와 쇼생크 탈출(Rita Hayworth and Shawshank Redemption)은 스티븐 킹이 1982년 쓴 그의 단편 모음집인 사계에 실린 단편 소설 중 봄에 해당되는 중단편 소설(Novella)로, 부제는 'Hope Springs Eternal' (희망은 영원히 샘 솟는다)이다. 리타 헤이워드와 쇼생크 탈출은 레프 톨스토이의 신은 진실을 알지만 때를 기다린다를 부분적 모티브로 하고 있다. 이 단편 소설은 1994년 프랭크 다라본트 감독에 의해 《쇼생크 탈출》이란 영화로 제작되었으며, 아카데미 작품상을 포함하여 7개의 노미네이트를 기록한다. 그후 2009년 이 단편 소설은 연극으로도 만들어졌다.
영화에서 레드 역을 맡았던 모건 프리먼은 인터뷰에서 이 단편소설을 매우 마음에 든다고 밝혔다.